# Lev XII.
Lev XII. (vlastním jménem Annibale Francesco Clemente Melchiorre Girolamo Nicola della Genga 22. srpna 1760 zámek La Genga u Spoleta – 10. února 1829 Vatikán) byl italský duchovní, papež katolické církve od 28. září 1823 do své smrti roku 1829.

## Život
Lev XII. se narodil do italské hraběcí rodiny. Studoval v Římě a vysvěcen na kněze byl v roce 1783. O devět let později se stal sekretářem papeže Pia VI. Od roku 1793 byl církevním právníkem arcibiskupa z Tyru a v roce 1794 byl povolán jako papežský vyslanec ke dvoru v Kolíně nad Rýnem. Po obsazení Porýní francouzským vojskem působil v Mnichově, kde byl v letech 1795–1796 vyslancem. Roku 1814 odešel jako papežský vyslanec do Paříže, odkud roku 1816 nastoupil do úřadu biskupa v Senigallii a byl jmenován kardinálem. V roce 1820 byl jmenován generálním vikářem arcibiskupské diecéze v Římě. 28. září 1823 ho konkláve zvolilo papežem.
Lev XII. vyhlásil jubilejní Svatý rok 1825, který byl pro duchovní klima v Itálii poměrně úspěšný (přivedl do Říma půl milionu poutníků), ale zároveň se zostřil boj proti světským radovánkám. Papež zakazoval karnevaly, plesy a omezoval vstup do hospod (alkohol se některým lidem směl nalévat jen zamřížovaným okénkem na ulici). Krvavě potlačil hnutí karbonářů, nařídil i dvě veřejné popravy gilotinou a mnohé doživotní politické tresty. Kritici jej charakterizovali slovy: Velký postavou, ale malý duchem.
K jeho krutým omylům patřil v roce 1824 zákaz očkování proti neštovicím. Připisuje se mu citát: „Chiunque procede alla vaccinazione cessa di essere figlio di Dio: il vaiolo e un castigo voluto da Dio, la vaccinazione e una sfida contro il Cielo.” (Kdokoliv se podrobí očkování, přestává být synem Božím. Neštovice jsou trest z vůle Boží, a očkování je rouháním proti nebi).
Vnitropolitické působení Lva XII. s konzervativní zpátečnickou politikou se pro církevní stát v následujících desetiletích stalo zátěží a napomohlo zničení Papežského státu v rámci italského sjednocení. 
Papež Lev XII. zemřel v Římě 10. února 1829 a pohřben byl v Bazilice svatého Petra proti oltáři sv. Řehoře Velikého.